# Lisa Mamié
Lisa Mamié (27 ottobre 1998) è una nuotatrice svizzera, campionessa europea nei 200 m rana ai campionati di nuoto di Roma 2022.

## Palmarès
- Europei

Budapest 2021: argento nei 200m rana.
Roma 2022: oro nei 200m rana.
Belgrado 2024: argento nei 100m rana, bronzo nei 200m rana.